# Третья Санкт-Петербургская гимназия
Третья Санкт-Петербургская гимназия — одно из старейших учебных заведений Санкт-Петербурга. Основана в 1823 году на базе губернской гимназии и Учительского института. Гимназия имела педагогический уклон и предназначалась для детей всех сословий, не исключая податного.
Размещена она на месте бывшего Пантелеймоновского уездного училища (Гагаринская улица, 23).
Здание построено по проекту П. Д. Шрётера, В 1835—1842 гг. здание перестраивалось.

## История
В основу гимназии легло устройство Учительского института; 60 казённых воспитанников составлялись из 30 учащихся учительского института и 30 воспитанников Императорского Человеколюбивого общества (из дома воспитания бедных детей) и губернской гимназии. Кроме этого выделялось 40 мест для «своекоштных учащихся» и планировалось обучение вольноприходящих.

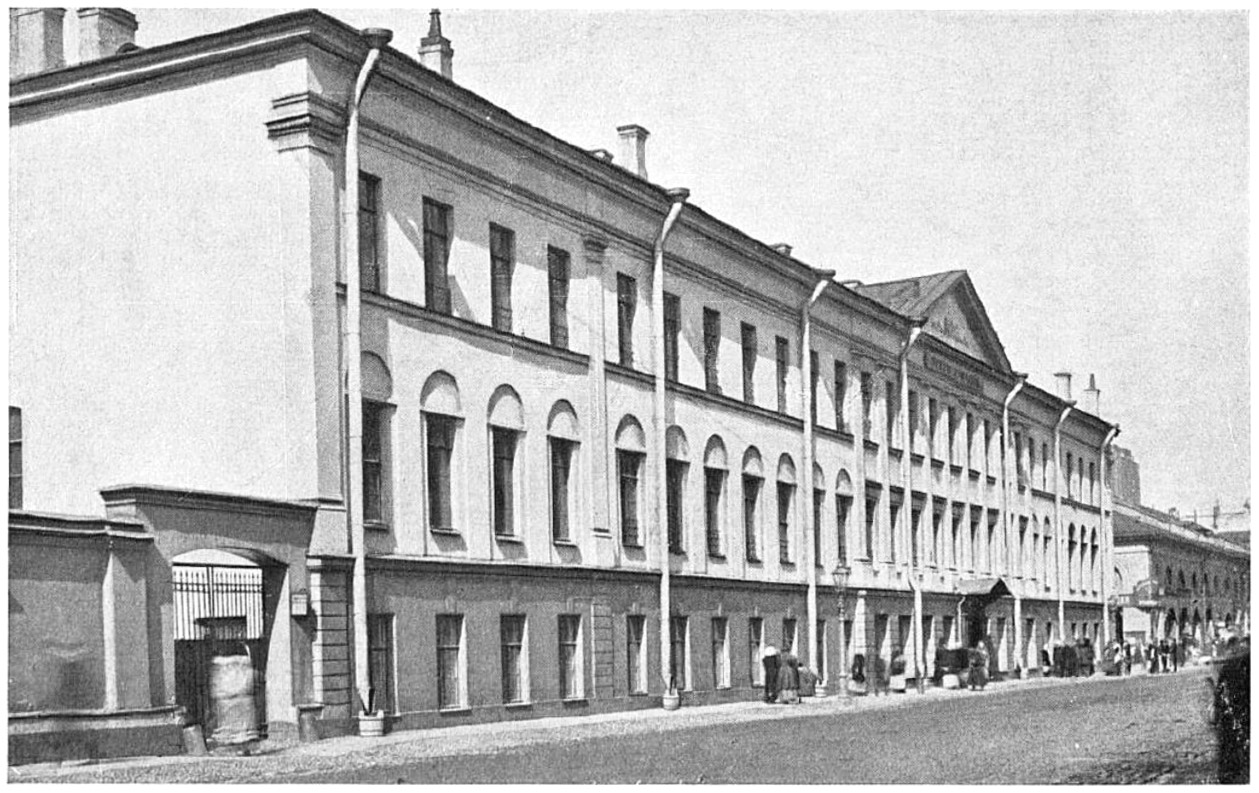
3-я гимназия в Петербурге (1892 год)

Для казённых воспитанников предполагалось после выпуска обязательная шестилетняя служба в учебном ведомстве, а своекоштные (по окончании полного курса) могли поступать в университет. Управление гимназией поручалось, как и в учительском институте, инспектору — им был назначен Ф. И. Миддендорф; его помощником — В. В. Шнейдер. Также как и все учащиеся, преподаватели учительского института были переведены в гимназию: Ф. И. Буссе преподавал математику, М. М. Тимаев — историю, А. Г. Ободовский — географию, Г. И. Мансветов — закон Божий; российскую словесность стал преподавать И. С. Пенинский, латинский язык — В. В. Шнейдер, греческий язык — А. Л. Крылов, французский — С. Дюфур, немецкий язык — К. Ф. Свенске, рисование — Х. Редер, чистописание — А. Тренделенбург; по примеру бывшей губернской гимназии преподавался закон Божий для воспитанников лютеранского вероисповедания (сверхштатный преподаватель). Сверхштатно в ланкастерском классе преподавал Михаил Гаврилович Данилевский.
Курс обучения составлял 4 года (для детей 12—15 лет); в подготовительные классы принимались дети с 9 лет. При открытии гимназии желающих поступить было велико: 198 человек. И несмотря на то, что помещение, проект которого был поручен архитектору П. Д. Шретеру, ещё не было готово, 26 января (7 февраля) 1823 года состоялось открытие 3-й Санкт-Петербургской гимназии.

## Персоналии

### Руководство гимназии
До 1831 года руководил гимназией инспектор, у которого был помощник; с 1831 года руководитель получил наименование Директора, а его помощник — Инспектора.
Директора
- 1823—1827: Фёдор Иванович Миддендорф
- 1831—1838: Василий Васильевич Шнейдер
- 1838—1859: Фёдор Иванович Буссе
- 1859—1897: Вильгельм Христианович Лемониус[7]
- 1897—1918: Николай Алексеевич Козеко
- с 26.01.1918: Николай Алексеевич Соколов

### Выпускники гимназии
В разные годы в нём учились представители знатных княжеских и графских семейств Вяземских, Шереметевых, Куракиных и др., а также дети не знатного происхождения, вошедшие затем в историю страны. Так, её воспитанниками были: крупный педагог и лингвист В. Я. Стоюнин; известный публицист, критик и революционный демократ Д. И. Писарев; видный представитель общественной мысли, литературы и истории Д. С. Мережковский; пушкинист А. Л. Слонимский; известный политик, публицист и один из организаторов и лидеров партии кадетов В. Д. Набоков; видный философ, экономист и общественный деятель П. Б. Струве; выдающийся хирург В. А. Оппель и др.
Первый выпуск (1827 года)
1. Павел Шкляревский
3. Пётр Калмыков
4. Василий Лапшин
5. Степан Куторга
9. Михаил Куторга
10. Вячеслав Евреинов
1829
4. Фёдор Чижов
1830
1. Григорий Лапшин
2. Александр Кранихфельд
1831
1. Николай Ламбин
1832
1. Фёдор Эвальд
2. Александр Шакеев
1833
1. Пётр Услар
15. Пётр Ламбин
1834
1. Карл Кесслер
7. Павел Небольсин
1835
1. Аникита Власов
2. Дмитрий Зяблов
7. Иван Смольян
12. Юлий Кубе
1836
2. Иван Штейнман
3. Матвей Талызин
1837
1. Вильгельм Лемониус
1838
3. Оскар Ковалевский
1839
2. Ильдефонс Коссов
4. Фёдор Брун
9. Константин Роттаст
1840
3. Владимир Эвальд
4. Иван Горностаев
10. Николай Заремба
11. Василий Жуков
1841
1. Пётр Яниш
8. Эдуард Шмидт
1842
3. Гергард Миквиц
4. Владимир Ведров
1843
1. Иван Кнорринг
2. Людвиг Цимсен
3. Матвей Фурсов
1844
1. Владимир Захаров
1845
1. Андрей Бялыницкий-Бируля
1846
2. Александр Мельников
4. Фёдор Петрушевский
9. Владимир Стоюнин
1847
1. Александр Бухштедт
2. Эдуард Эвальд
1848
1. Алексей Цимсен
5. Иван Сидонский
1851
2. Павел Рогов
3. Василий Бауэр
5. Николай Вессель
1852
2. Карл Сент-Илер
3. Кесарь Ордин
1853
2. Андрей Фаминцын
1854
2. Александр Петерс
1855
5. Лев Модзалевский
6. Фёдор Буссе
1856
1. Филипп Ордин
2. Дмитрий Писарев
3. Яков Цветков
7. Николай Потапов
1857
1. Евгений Краевский
1858
9. Виктор Острогорский
13. Александр Фаминцын
1859
2. Мстислав Прахов
1860
1. Сергей Сычевский
7. Трофим Юзефович
9. Пётр Скроботов
1861
14. Николай Куликов
17. Михаил Стуковенков
1862
11. Александр Пасвик
12. Николай Молас
1863
1. Иван Помяловский
3. Адриан Прахов
5. Николай Аничков
7. Александр Незеленов
12. Сергей Бураковский
1864
2. Лев Ивановский
8. Фёдор Витберг
1865
1. Павел Бауер
5. Пётр Смирновский
1866
1. Дмитрий Азаревич
1867
4. Пётр Полисадов
1868
3. Пётр Гедримович
5. Евгений Вурцель
1869
16. Николай Дягилев
1870
3. Александр Остроградский
1871
2. Алексей Новопашенный
3. Михаил Леонтьев
1872
1. Тимофей Флоринский
5. Константин Охочинский
1874
- Николай Шульгин

1875
- Павел Георгиевский
- Александр Мусин-Пушкин

1876
- Иван Толстой

1877
- Константин Иванов
- Илья Шляпкин

1878
- Николай Чистович
- Борис Якунчиков
- Михаил Образцов

1879
- Василий Дружинин
- Дмитрий Толстой

1881
- Николай Ракитников

1882
- Александр Миллер
- Николай Ребиндер

1883
- Дмитрий Мережковский

1887
- Владимир Набоков

1889
- Пётр Струве
- Николай Штакельберг

1891
- Владимир Оппель
- Николай Таганцев
- Анатолий Ливен

1893
- Иван Куракин
- Алексей Игнатьев

1894
- Илья Казас
- Борис Остащенко-Кудрявцев

1899
- Михаил Присёлков

1900
- Константин Харитонов
- Фёдор Эвальд

1904
- Дмитрий Шереметев

1907
- Борис Евреинов

1910
- Иван Калинников

См. также: Выпускники Санкт-Петербургской 3-й гимназии

## Рекомендуемая литература
- Третья Санкт-Петербургская мужская гимназия и её выпускники 1823—1918 гг. Историко-биографический справочник / Сост. Б. В. Фёдоров. — СПб.: Издательство «ВИРД», 2011. — 648 с. — ISBN 978-5-94030-079-3.